# Adolf Fredrik Schwartz
Adolf Fredrik Schwartz, född 15 januari 1800 i Stockholm, död 15 april 1881 i Jakob och Johannes församling, Stockholm, var en svensk violast och violinist vid Kungliga hovkapellet. Schwartz var även ledamot av Musikaliska akademien.

## Biografi
Adolf Fredrik Schwartz föddes 15 januari 1800 i Stockholm. Hans pappa arbetade som handlande. Schwartz blev elev 1 oktober 1816. Han anställdes 1 november 1818 som violinist vid Kungliga hovkapellet i Stockholm. Schwartz gifte sig 3 november 1821 med Ulrika Theresia Bergnehr. Den 1 juli 1828 anställdes han som violast vid Kungliga Hovkapellet.
Schwartz var bibliotekarie vid Kungliga Teatern i Stockholm. Han arrangerade och komponerade musiknummer för en mängd vaudeviller och baletter. Han skrev även en violinskola (i manuskript). Han invaldes som ledamot av Musikaliska akademien 1866.
1866 tilldelades han Litteris et Artibus.